# Tokyo SC
Câu lạc bộ bóng đá Tokyo (東京蹴球団 Tōkyō Shūkyū Dan) là một câu lạc bộ bóng đá Nhật Bản có trụ sở tại Tokyo.
Đây là câu lạc bộ bóng đá lâu đời nhất Nhật Bản, thành lập năm 1917, và là nhà vô địch đầu tiên của Cúp Hoàng đế, cúp quốc gia của Nhật Bản. Giống với Sheffield F.C. ở Anh hay Queen's Park F.C. ở Scotland, câu lạc bộ vẫn đi theo con đường nghiệp dư.
Câu lạc bộ hiện đang thi đấu tại Giải khu vực Tokyo, hạng thứ 5 trong Hệ thống các giải bóng đá Nhật Bản, kể từ khi nó được thành lập năm 1967. Câu lạc bộ hai lần giành ngôi á quân năm 1978 và 1983.

## Danh hiệu
- Cúp Hoàng đế: 1921.